# Eucalyptra
Eucalyptia là một chi bướm đêm thuộc họ Noctuidae.